# Север (район Ижевска)
Север (ранее — Северный) — жилой район Ижевска. Почти полностью входит в Октябрьский административный район города за исключением 16-го микрорайона, относящегося к Индустриальному району. Расположен к северу от центра Ижевска (отсюда название).
Находится на севере нагорной (левобережной) части Ижевска, в междуречье малых городских рек — Подборенки и Карлутки.
Западная граница района проходит по руслу Подборенки, южная — по улице Кирова, восточная — по реке Карлутке, улицам Холмогорова и Удмуртской, северная — по проектируемому продолжению Воткинского шоссе.
На западе район граничит с Северо-Западным жилым районом, на юге — с Центральным районом, на востоке — с жилыми районами «Культбаза» и «Буммаш». К северу от жилых кварталов простирается городской лес Октябрьского района, отделяющий «Север» от жилого района «Новоорловка».

## История
До XIX века территория современного района «Север» была занята лесами. Первые деревянные дома начали появляться здесь примерно во второй половине XIX столетия в связи с ростом посёлка Ижевского завода. Застройка района шла от Вятского переулка (улица Кирова) на север, постепенно вытесняя лес. К середине XX века территория будущего жилого района была почти полностью застроена частными домами.
Начавшаяся с середины XX века перестройка Ижевска не могла не затронуть северную часть города. В 70-е годы был разработан проект планировки района, реализация которого должна была превратить его в современный жилой массив. Над проектом работали архитекторы И. В. Керсантинов, В. П. Орлов, В. Ю. Гуревич.
К 1982 году в центральной части района было построено здание горсовета (Администрация Ижевска), вокруг которого начал складываться новый городской центр. Согласно первоначальному проекту по периметру площади у Горсовета планировалось разместить здания почтамта, высотной гостиницы и киноконцертного зала. Из этого проекта было реализовано лишь здание почтамта. Вместо высотной гостиницы к 2013 году был построен 10-этажный Верховный суд Удмуртии, а на месте концертного зала разместился многофункциональный комплекс «Парус».
К 80-м гг. завершилось строительство 11-го микрорайона. По проекту И. В. Керсантинова дома были расположены дугообразно, несколькими ярусами так, что на вершине холма оказались высотки. При возведении 5-этажных домов микрорайона впервые была применена блок-секция новой на тот момент серии, которая позволяла создавать различные по очертаниям здания.
В 70-е годы также по проекту Керсантинова был построен 14-й микрорайон. В его планировке была сделана попытка найти оптимальный размер дворов, в которых бы сочетались соразмерные человеку простор и хорошая освещённость.
В 1990 году началась застройка микрорайона № 16А, также известного среди ижевчан как «Немецкие дома». Именно так стали называть группу пятиэтажных домов, разместившихся между речкой Карлуткой и Удмуртской улицей. Дома эти возводились для работников «Газпрома» под руководством приглашённых из Германии специалистов. Строились они также по немецким стандартам и потому выгодно отличались от остальных ижевских многоэтажек: в домах стояли деревянные стеклопакеты, домофоны и прочие новшества, несвойственные для Ижевска начала 90-х.

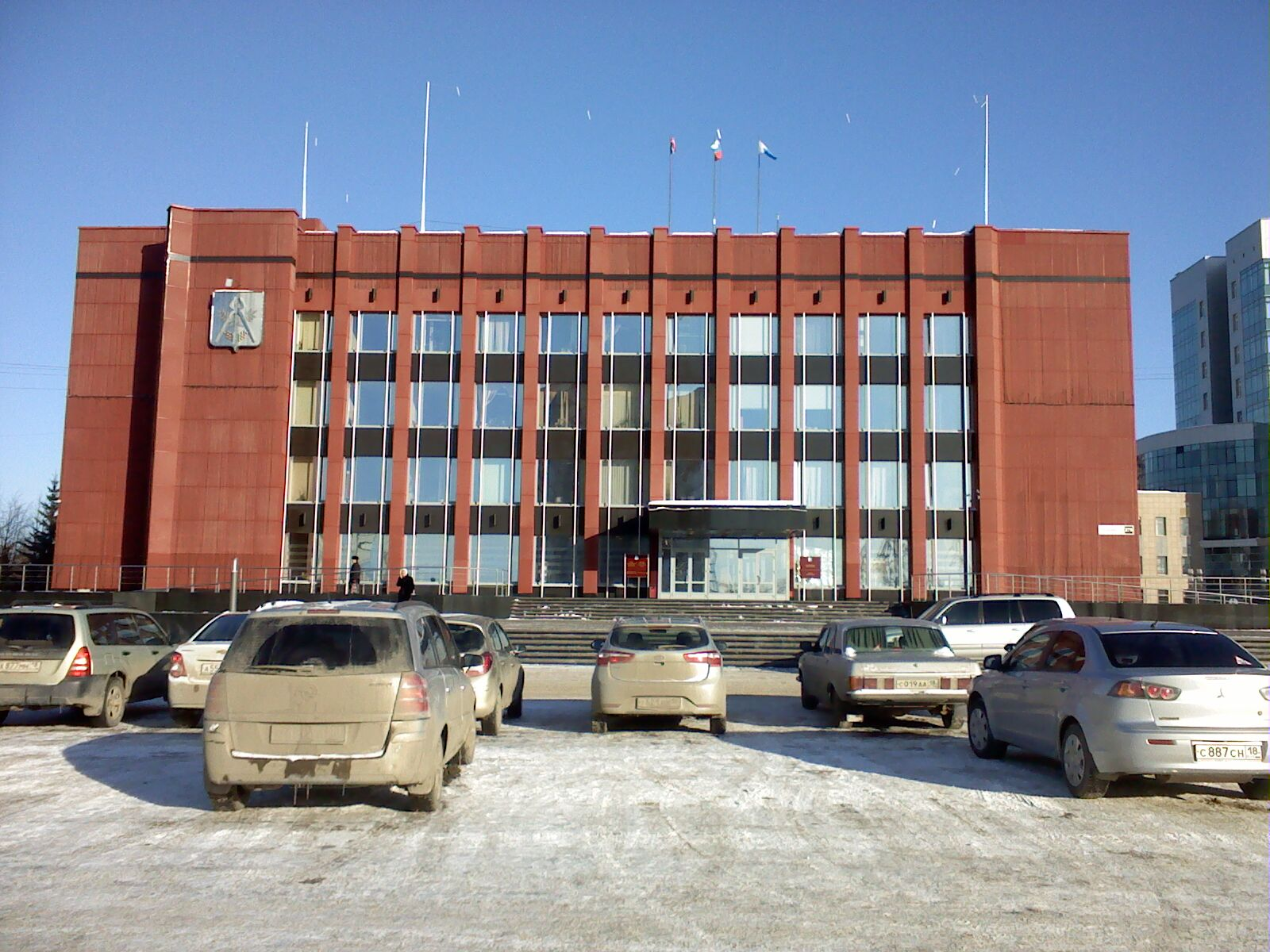
Администрация Ижевска

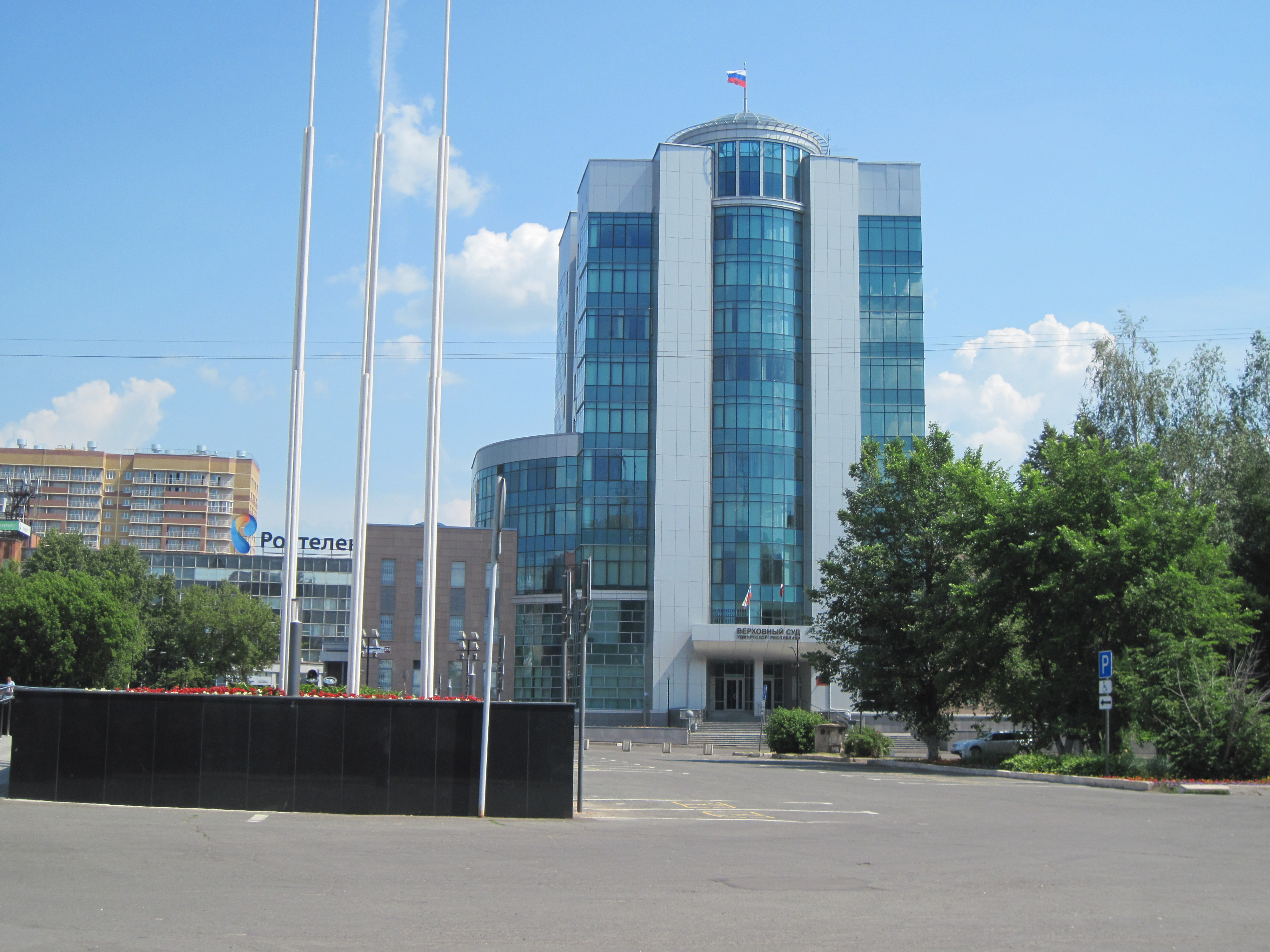
Верховный суд Удмуртии

## Органы власти
На территории района «Север» расположены органы исполнительной и судебной власти Удмуртии.
Министерства:
- Министерство лесного хозяйства УР
- Министерство природных ресурсов и защиты окружающей среды УР

Суды:
- Верховный суд Удмуртской Республики
- Октябрьский районный суд Ижевска

Кроме того, в жилом районе размещены органы законодательной и исполнительной власти столицы республики: Городская дума и Администрация города Ижевска.

## Экономика

### Промышленность
Главным промышленным предприятием района является производственное объединение «Редуктор». Также здесь расположены Ижевский хлебозавод № 5 и производственные площадки общества слепых.

### Торговля
Рынок розничной торговли на территории района развит очень хорошо. Здесь работают многочисленные продуктовые магазины, супермаркеты шаговой доступности, гипермаркеты продуктов и бытовой техники. Представлены все местные и федеральные торговые сети Ижевска: «Магнит», «Пятёрочка», «Карусель», «М-видео», «Вкусный дом», «Гастроном» и другие.
Работают торговые и торгово-развлекательные центры, наиболее крупные из которых «Талисман», «Омега», «Флагман», «Эльгрин», «Сити», «Малахит».
В жилом районе «Север» работают многочисленные предприятия общественного питания, рестораны, кафе, в том числе предприятия быстрого обслуживания известных мировых сетей «KFC», «Subway», «Southern Fried Chicken». Здесь же находится первый в Удмуртии ресторан «Макдоналдс».

## Социальная сфера

### Образование и наука
В Северном микрорайоне расположен один из крупнейших негосударственных вузов Удмуртии — Международный Восточно-Европейский Университет (МВЕУ).
Также профессиональную подготовку осуществляют Ижевский монтажный техникум, Техникум радиоэлектроники и информационных технологий, Колледж государственной и муниципальной службы.
На территории района расположено 7 школ: № 5, 63, 87, 88, гимназия № 83, лингвистический лицей № 22 им. А. С. Пушкина и гуманитарно-юридический лицей № 86. Работают 15 дошкольных образовательных учреждений.
Научно-исследовательскую деятельность ведут Физико-технический институт Уральского отделения Российской академии наук и научно-исследовательский технологический институт «Прогресс».

### Здравоохранение
В жилом районе «Север» расположены 2 государственных учреждения здравоохранения: детская городская поликлиника № 9 и медицинский центр косметологии и пластической хирургии.
Почти полное отсутствие бюджетных медицинских учреждений компенсируется развитым коммерческим сектором медицинских услуг. На территории района расположено большое число медицинских клиник, диагностических центров, стоматологических клиник, аптек.

### Культура
Музеи:
- Удмуртский республиканский музей изобразительных искусств
- Музей спортивной славы города Ижевска
- Арт-центр «Грифон»

Театры и культурно-досуговые учреждения:
- муниципальный молодёжный театр «Молодой человек»
- Республиканский дом народного творчества — Дом молодёжи (ДК «Редуктор»)
- Дом культуры «Строитель»

На территории жилого района работают детская школа искусств № 11, кинотеатр «Киномакс» (в здании ТРЦ «Талисман»).

## Транспорт
Через Северный микрорайон проходят несколько крупных магистральных улиц — Пушкинская, Удмуртская, 10 лет Октября. Район имеет развитую сеть маршрутов общественного транспорта.

### Автобус
Движение автобусов и маршрутных такси осуществляется по улицам Кирова, Пушкинской, Удмуртской, Майской, 10 лет Октября, Холмогорова, 50 лет ВЛКСМ.
Через район проходят городские автобусные маршруты № 12, 18, 19, 22, 26, 27, 28, 29, 36, 39, 50, 52, 53, 56, 68, 79, пригородные № 281, 308, 334, 356, 373, 400.

### Троллейбус
Троллейбусное движение осуществляется по улицам Кирова, Пушкинской, Майской и Удмуртской.
Через жилой район «Север» следуют троллейбусы всех маршрутов, кроме маршрута № 6,9 и 10.

### Трамвай
Трамвайное движение развито недостаточно. Единственная трамвайная линия проходит по южной границе района — улице Кирова. Через неё следуют трамваи маршрутов № 1, 2, 4, 7, 9, 10.
Согласно генеральному плану развития Ижевска в будущем планируется строительство трамвайных линий, проходящих непосредственно через жилой район — по улицам Карла Маркса и 10 лет Октября.